# Sieg Heil

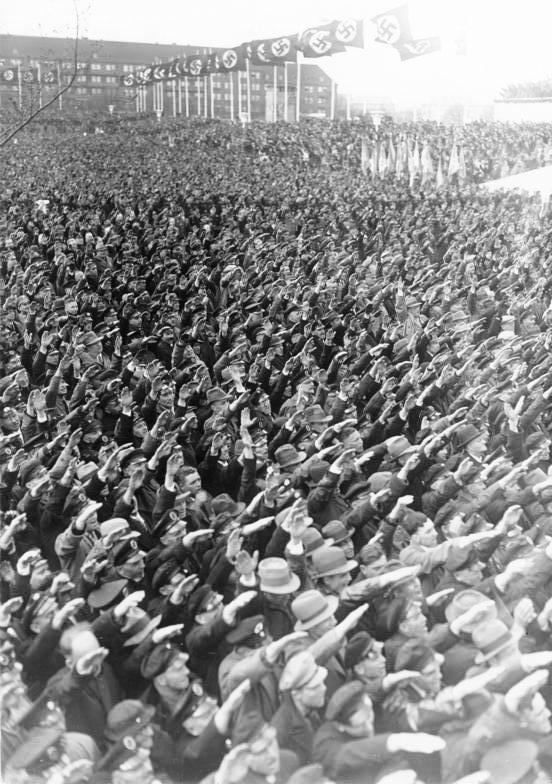
Il motto "Sieg Heil" risuonava spesso nelle adunate naziste, come questa del 1935 svoltasi a Berlino

Sieg Heil (pron. [/zik ˈhaɪl/]) è una frase in lingua tedesca che letteralmente significa "saluto alla vittoria".

## Storia
Nella Germania nazista la frase in questione era una delle formule utilizzate dal regime: quando si incontrava qualcuno era consuetudine salutare con le parole "Heil Hitler", mentre Sieg Heil era utilizzato ai raduni di massa. Nello specifico al grido di un ufficiale della parola Sieg, la folla rispondeva con Heil.
L'espressione fu coniata proprio durante un comizio del partito quando Joseph Goebbels la pronunciò e tutti i presenti la appoggiarono; il confidente personale del Führer, Ernst Hanfstaengl, ne rivendicò tuttavia la paternità. Durante i raduni politici comparvero anche le bandiere con la scritta accanto alla svastica, mentre nel 1933 venne creato un distintivo che rappresentava la corona della vittoria, la svastica e il motto.
Pronunciare questa frase nella Germania odierna costituisce reato punibile con la reclusione fino a tre anni (Strafgesetzbuch - StGB sezione 86a), e lo stesso vale per le espressioni che potrebbero essere fraintese per "Sieg Heil"; l'uso della formula a fini educativi non costituisce invece illecito.

## Riferimenti
- La faccia del Führer è un film di propaganda anti-nazista della Disney che deride il motto.
- In I predatori dell'arca perduta il mercante corrotto che spia Indiana Jones, quando vede entrare nel locale i membri della Gestapo, solleva la mano gridando lo slogan (la scimmia addomesticata lo deride imitandolo).
- Nell'anime Mobile Suit Gundam il Principato di Zeon, il cui modello riflette l'ispirazione nazista, usa il saluto "Sieg Zeon" che nella versione inglese è stato tradotto in "Hail Zeon".
- Nell'anime Hellsing la nuova organizzazione nazista Millennium grida "Sieg Heil" quando saluta Rip Van Winkle morente.
- Nella serie televisiva inglese Sealab 2021, nell'episodio Frozen Dinner, il comandante del sottomarino tedesco grida Sieg Heil e spara con la sua Luger P08.
- Nell'ouverture dell'album Über Alles del gruppo rock Hanzel und Gretyl si può sentire in modo distorto "Zieg Heil". L'intero album è una satira sul regime totalitario con un grande uso di simbologia nazista.
- Nell'album American Idiot dei Green Day la canzone Holiday cita: "Zieg heil to the President Gasman/Bombs away is your punishment".
- Nell'omonima canzone della band Reagan Youth il coro canta: "We are Reagan Youth, Heil! Heil! Heil! Reagan Youth, Heil! Heil! Heil! Reagan Youth, Sieg Heil!". La loro intenzione era di suggerire un preteso parallelismo tra la politica di Ronald Reagan e i gruppi di estrema destra.
- Una concorrente del Grande Fratello tedesco, Rebecca, è stata espulsa dal gioco per aver pronunciato la frase il 15 marzo 2008.
- Nel fumetto Don Zauker pubblicato su Il Vernacoliere, nell'episodio XXI Il verbo di Dio, il protagonista saluta Joseph Ratzinger (allora cardinale) con il braccio destro teso e urlando Sieg Heil.
- Nella serie televisiva statunitense L'uomo nell'alto castello, basata sul romanzo ucronico-distopico di Philip K. Dick La svastica sul sole, viene utilizzato questo saluto.
- Nel quinto episodio della seconda stagione della serie televisiva Das Boot viene utilizzato questo saluto da un marinaio.
- Nel film Contact, il capo commissione alla Casa Bianca Kitz si rivela preoccupato dal messaggio giunto dagli alieni alla Terra, dicendo che secondo lui il messaggio potrebbe significare "Sieg heil, siamo dei vostri".

## Imitazioni
- Altri regimi adottarono un simile modello di saluto come gli Ustascia "Za dom - spremni!", la milizia slovacca "Na stráž!" o le Croci Frecciate ungheresi "Kitartás! Éljen Szálasi!".